# トリプチケースソイ培地
トリプチケースソイ培地（トリプチケースソイばいち、Tryptic soy broth、Trypticase soy broth（よくTSBと略記される）は、好気性および通性嫌気性細菌を増殖させるための培地として微生物学研究室で使用される。汎用培地で、高い栄養条件の（すなわちfastidious）細菌の培養に日常的に使用されている。

## 用途
USPおよびEPの無菌試験培地、CLSI基準の接種調製培地。
TSBは嫌気性細菌の増殖を促進する添加物チオグリコール酸ナトリウムを加えたものが市販の診断用として頻繁に使用されている。

## 調製
1LのTSBを調製するために、以下の成分を弱火で溶解する。pHの調整は、1N HClまたは1N NaOHを用いて、最終的に25℃でpH7.3±0.2にする。次に121℃で15分間オートクレーブする。
TSB 1L当たり:
- 17 g トリプトン
- 3 g  大豆消化物
- 5 g  塩化ナトリウム
- 2.5g リン酸水素二カリウム (K2HPO4)
- 2.5g グルコース